# Liste der Mitglieder des Landtages (Freistaat Mecklenburg-Strelitz) (3. Wahlperiode)
Diese Liste gibt einen Überblick über alle Mitglieder des Landtags des Freistaates Mecklenburg-Strelitz in der 3. Wahlperiode (1923 bis 1927).

## A
- Richard Ahrens (DNVP)
- Wilhelm Anders (Neubrandenburg) (SPD)

## B
- Karl Bartosch (SPD)
- August Becker (Parl. AG (DVFB))
- Hermann Bodin (SPD)
- Otto Brauer (BAM)
- Heinrich Burmeister (Schönberg) (DNVP)
- Burmeister (Fürstenberg?) (?)

## D
- Richard Doerschner (BAM)

## F
- Max Frick (DNVP)

## G
- Franz Gundlach (BAM)

## H
- Rudolf Hartmann (KPD)

## J
- Heinrich Jacobs (Schönberg) (?)
- Walter Jacobs (Friedland)  (?)

## K
- Franz Klebba (?)
- Wilhelm Kock (KPD)
- Fritz Kuhlmey (Fraktionslos (BKL))

## L
- Wilhelm Langbein (DNVP)
- Max Leistner (KPD)
- Rudolf Lüder (Parl. AG (DVFB))
- Fritz Luhmann (DNVP)

## M
- Heinrich von Michael (DNVP)
- Alfred Mohrmann (Parl. AG (DVFB))

## O
- Ernst Orgel (?)

## P
- Richard Peters (KPD)
- Willy Pietack (?)
- Johannes Pressentin (SPD)

## R
- Paul Radloff (DNVP)
- Martin Raetz (KPD)
- Kurt Freiherr von Reibnitz (SPD)
- Paul Reinke (BAM)
- Heinrich Renzow (DNVP)

## S
- Else Salow (SPD)
- Heinrich Schleiß (SPD)
- Wilhelm Schmidt (Herrnburg) (SPD)
- Erich Schmidt (Neubrandenburg) (KPD)
- Karl Schmidt (BAM)
- Richard Schreckhas (Parl. AG (DVP))
- Wilhelm Sengpiel (SPD)
- Karl Siegemund (SPD)

## U
- Wilhelm Ulm (SPD)

## W
- Wilhelm von Waldow (DNVP)
- Friedrich Wilda (Parl. AG (DVP))
- Friedrich Woldegk (KPD)